# 布鲁诺·曼瑟
布鲁诺·曼瑟（英語：Bruno Manser，1954年8月25日—2000年5月25日，又译作“布鲁诺·曼梳”）是生于瑞士的环保社运分子，毕生奉献于保护马来西亚砂拉越的热带雨林和生活于林中的原住民。因积极协助原住民保护雨林，强烈批评滥伐树林的砂拉越州政府，他曾遭马来西亚驱逐出境。2000年，他从印尼加里曼丹进入砂拉越，之后下落不明，其友人相信他已被谋杀。

## 生平简介
布鲁诺·曼瑟于1954年8月25日生于瑞士巴塞尔。他热爱自然，曾在阿尔卑斯山区学习传统手工艺、草药和洞穴知识。30岁那年，他游历婆罗洲，邂逅了砂拉越的本南族原住民。此后，从1984年至1990年，他一直留在砂拉越原始森林与本南族人共同生活。

## 环保社会运动
在与本南族原住民共同生活的时期，布鲁诺·曼瑟发现砂拉越的原始森林遭到滥伐，政府官员与伐木商勾结而原住民却受剥削。于是，他协助本南人设路障阻拦伐木商的推土机进入，保护原住民赖以为生的天然资源。同时，他也把砂拉越的环境问题带向国际。1991年，他回到瑞士，与其他环保人士共同设立“布鲁诺·曼瑟基金会”，继续支援砂拉越的环境保护运动，维护原住民的人权。
布鲁诺以积极的社运抗争著称，1991年七国高峰会议期间，他攀上一根电灯柱，把自己铐锁在电灯柱上抗议砂拉越州滥伐森林。1993年，他在瑞士首都伯尔尼的国会大厦前绝食抗议，呼吁欧洲国家停止入口砂拉越木柴。
1999年，布鲁诺乘滑翔机在砂拉越古晋的上空盘旋了45分钟，抗议砂拉越首席部长泰益·玛目漠视原住民利益。降落在泰益的住家范围附近后，布鲁诺迅速被执法单位遣送出境。2000年1月，他在达沃斯世界经济论坛举行期间再次乘滑翔机进入会场抗议。

## 下落不明
由于积极参与砂拉越原住民维权运动，布鲁诺·曼瑟在1990年离开后已被禁止入境砂州。不过，在当地人的协助下，他仍多次成功闯关，从加里曼丹进入砂拉越。2000年5月，布鲁诺再次取道印尼进入砂拉越。但在之后，他就与亲友失去了联络，至今仍下落不明。其亲友相信他已遇害，黑手可能是涉及砂拉越泛滥伐木的利益相关者。

## 布鲁诺·曼瑟基金会
布鲁诺·曼瑟失踪后，他所设立的基金会仍继续运作，揭发砂拉越州政府侵犯原住民权益的个案。基金会关注的课题包括：州政府通过贿赂、恐吓等手段赢得州选举；首席部长家庭成员在国外洗黑钱；州政府纵容伐木工人性侵本南族女性，等等。